# پیام دانشجو (۱۳۴۲)
پیام دانشجو گاهنامه‌ای سیاسی بود که از سال ۱۳۴۲ توسط بیژن جزنی، هوشنگ کشاورز صدر، متین دفتری، مجید احسن و منصور سروش همزمان با تشکیل جبهه ملی سوم منتشر گردید. انتشار این نشریه که در ابتدا در برگیرنده مواضع تمام گرایش‌های دانشجویی بود، تا سالهای دهه پنجاه توسط شاخه دانشجوی سازمان فدائیان خلق ادامه یافت.